# Zuid-Aziatisch kampioenschap voetbal 1993
De South Asian Association of Regional Co-operation Gold Cup, ofwel het Zuid-Aziatisch kampioenschap voetbal 1993 werd gehouden in Lahore, Pakistan, tussen 16 en 23 juli 1993. India won het toernooi door eerste te worden in de poule. Er deed ook een jeugdteam van Pakistan mee aan het toernooi. Zij deden mee onder naam 'Pakistan White'. De resultaten tellen niet mee voor dit toernooi (zie extra wedstrijden).

## Geplaatste teams
| Land      | Aantal | Beste resultaat | FIFA-ranking |
| --------- | ------ | --------------- | ------------ |
| Pakistan  | 1e     | debuut          | 145          |
| Sri Lanka | 1e     | debuut          | -            |
| Nepal     | 1e     | debuut          | 149          |
| India     | 1e     | debuut          | 143          |

1. ↑  Fifa-ranking van FIFA-wereldranglijst december 1992

## Eindstand
| Nr. | Land      | GW | Win | Gel | Ver | DV | DT | +/- | Pnt |
| --- | --------- | -- | --- | --- | --- | -- | -- | --- | --- |
| 1.  | India     | 3  | 2   | 1   | 0   | 4  | 1  | +3  | 7   |
| 2.  | Sri Lanka | 3  | 1   | 1   | 1   | 4  | 2  | +2  | 4   |
| 3.  | Nepal     | 3  | 0   | 2   | 1   | 1  | 2  | –1  | 2   |
| 4.  | Pakistan  | 3  | 0   | 2   | 1   | 2  | 6  | –4  | 2   |

## Wedstrijden
|                                 |                          |       |           |  |
| 16 juli 1993 «onderlinge duels» | India                    | 2 – 0 | Sri Lanka |  |
| 16 juli 1993 «onderlinge duels» | IM Vijayan Gunabir Singh |       |           |  |

|                                 |          |       |       |  |
| 16 juli 1993 «onderlinge duels» | Pakistan | 1 – 1 | Nepal |  |
| 16 juli 1993 «onderlinge duels» |          |       |       |  |

|                                 |          |       |           |  |
| 18 juli 1993 «onderlinge duels» | Pakistan | 0 – 4 | Sri Lanka |  |
| 18 juli 1993 «onderlinge duels» |          |       |           |  |

|                                 |           |       |       |  |
| 19 juli 1993 «onderlinge duels» | Sri Lanka | 0 – 0 | Nepal |  |
| 19 juli 1993 «onderlinge duels» |           |       |       |  |

|                                 |            |       |       |  |
| 21 juli 1993 «onderlinge duels» | India      | 1 – 0 | Nepal |  |
| 21 juli 1993 «onderlinge duels» | IM Vijayan |       |       |  |

|                                 |                      |       |            |  |
| 23 juli 1993 «onderlinge duels» | Pakistan             | 1 – 1 | India      |  |
| 23 juli 1993 «onderlinge duels» | Muhammad Nauman Khan |       | IM Vijayan |  |

### Extra wedstrijden
|              |                      |       |       |  |
| 17 juli 1993 | (jeugdteam) Pakistan | 1 – 1 | Nepal |  |
| 17 juli 1993 |                      |       |       |  |

|              |                      |       |                            |  |
| 18 juli 1993 | (jeugdteam) Pakistan | 1 – 3 | India                      |  |
| 18 juli 1993 | ?                    |       | IM Vijayan Kumaresh Bhawal |  |

|              |                      |       |          |  |
| 20 juli 1993 | (jeugdteam) Pakistan | 0 – 2 | Pakistan |  |
| 20 juli 1993 |                      |       |          |  |

|              |                      |       |           |  |
| 22 juli 1993 | (jeugdteam) Pakistan | 1 – 2 | Sri Lanka |  |
| 22 juli 1993 |                      |       |           |  |

| Winnaar Zuid-Aziatisch kampioenschap voetbal 1993 |
| ------------------------------------------------- |
|                                                   |
| India Eerste titel                                |

1993 · 1995 · 1997 · 1999 · 2003 · 2005 · 2008 · 2009 · 2011 · 2013 · 2015 · 2018 · 2021 · 2023